# Deutz OMZ 122 Meterspur
Die Lokomotiven Deutz OMZ 122 Meterspur waren meterspurige, dieselmechanische Lokomotiven mit der Achsfolge B. Sie waren eine schmalspurige Variante der in großer Stückzahl gebauten Deutz OMZ 122 R. Es sind zwei Exemplare bekannt, die als Denkmal erhalten sind.

## Geschichte

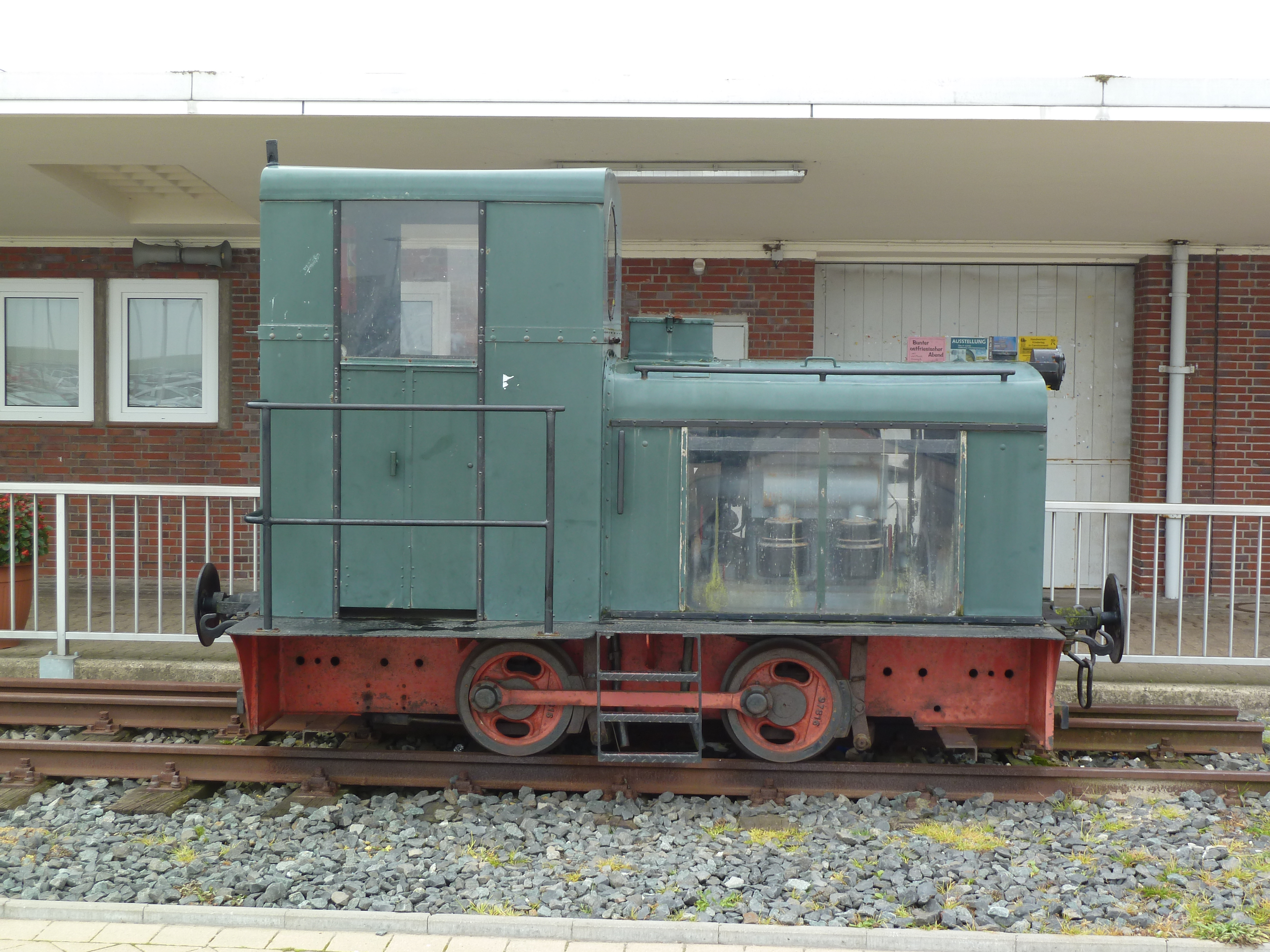
Lok 2 der Inselbahn Spiekeroog

Nach der in großer Stückzahl gefertigten OMZ 122 R besaß der Hersteller KHD ein Typenprogramm, Lokomotiven mit dieser Art Motor für die Spurweiten von 600 mm bis 1.076 mm zu fertigen. Es sind 62 Exemplare des Typs OMZ 122 F bekannt. Es sind zwei Lokomotiven, die für Meterspur hergestellt wurden, noch vorhanden. Eine Lokomotive wurde 1937 an die Inselbahn Langeoog geliefert, die zweite Lokomotive gelangte mit einer weiteren Lokomotive an das Marinehafenbauamt Helgoland.
Die IL Kö 2 war ihr gesamtes Betriebsleben bei der Inselbahn Langeoog. Die Lokomotive hat dort einige Umbauten bekommen, z. B. wurde die Streckensicht für den Lokführer durch zusätzliche Stirnfenster verbessert. 1982 wurde die Lokomotive ausgemustert. Sie wurde als Denkmal vor dem Bahnhof Langeoog aufgestellt.
Die zweite Lokomotive wurde mit der weiteren Lokomotive ab 1941 durch das Marinehafenbauamt Helgoland eingesetzt. 1943 wurden sie auf die Insel Wangerooge verlegt. 
Nach dem Zweiten Weltkrieg gelangte die eine Lokomotive im März 1948 zum Wasser- und Schifffahrtsamt auf Wangerooge und wurde etwa 1965 verschrottet. Die andere gelangte zunächst zur Gemeinde Wangerooge und von dort 1947 zu der Spiekerooger Inselbahn. Die Lok sollte dort den Pferdebetrieb der Inselbahn durch motorisierten Verkehr ablösen. Am 1. Juni 1949 zog die Lokomotive den ersten Zug. Um die damals noch kurzen Züge, bestehend aus bis zu drei Pferdebahnwagen und maximal einem Güterwagen, zu befördern, reichte die Leistung von 40 PS aus.
Als die Pferdebahnwagen durch breitere Schmalspurbahnwagen ersetzt wurden, erhielt die Lokomotive Plattformen mit Geländern, um die Streckensicht für den Lokführer zu verbessern. Die Breite der Lok änderte sich auf 2.300 mm. 1965 wurde die Lok durch die Lok 6 abgelöst.
1969 kam sie zunächst zum Deutschen Eisenbahn-Verein. Die Aufarbeitung für den Museumsbetrieb kam nicht zustande. Deshalb wurde die Lok im Jahr 2000 vor dem Bahnhofsgebäude in Harlesiel zum Andenken an die Militärbahn in Wangerooge aufgestellt.

## Konstruktive Merkmale
Die Lokomotiven waren etwas schmaler und kürzer als die Regelspurloks ausgeführt. Sichtbarer Unterschied war anfangs die Ausrüstung des Führerstandes mit nur einem mittleren runden Stirnfenster. Auch im Laufwerk gab es den Unterschied, dass bei den Meterspurloks Scheibenräder mit Ausschnitten genommen wurden.
Der Motor Deutz OMZ 122 ist ein wassergekühlter Zweizylinder-Zweitakt-Dieselmotor mit in Reihe angeordneten Zylindern, der über eine Lamellenkupplung ein mechanisches Getriebe mit Wendegetriebe antrieb. Die Antriebsachse wird vom Getriebeausgang über eine Kette angetrieben, der Antrieb der anderen Achse erfolgt über Kuppelstangen. Durch diese Konstruktionsform konnte Platz gespart werden, zudem erhöht sich die Laufruhe gegenüber Fahrzeugen mit Blindwelle.
Die Federung war bei den Lokomotiven mit Blattfedern ausgeführt, die über den Achsen angeordnet sind. Die Kupplung der Wagen war mit einer sogenannten Triangelkupplung ausgeführt, eine Druckluftbremse für die Zugbremsung besaßen die Loks nicht. Die Besandungsanlage war in Fallform ausgeführt, ein Sandfallrohr war zwischen den Rädern vorhanden.